# قتل المرأة الحامل

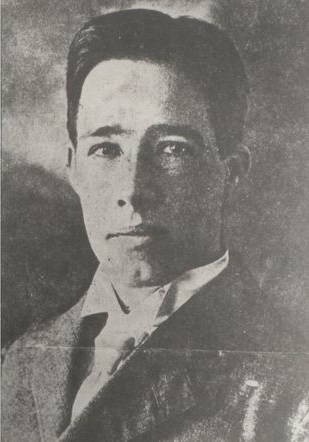
صورة تشيستر جيليت

إن قتل المرأة الحامل هو أحد أنواع القتل التي تنتج غالبًا عن حالات العنف الأسري. يعاني الكثيرون من العنف المنزلي أو العنف الزوجي وفي أغلب الحالات عندما يكون هناك ضحايا تكون الضحية هي المرأة. ولا تخاف الكثير من النساء أن يصيبهن الضرر فقط بل يخشين أيضًا على حياة الأجنة التي بين أحشائهن. لقد أصبح من الشائع تسمية الوفاة الناتجة عن الحمل باسم القتل المرتبط بالحمل. وازداد التركيز مؤخرًا على حالات الوفاة المرتبطة بالحمل نتيجة العنف. فقد يبدأ العنف الزوجي عندما تكون الضحية حاملاً. وتبين الأبحاث أن إساءة المعاملة أثناء الحمل يعد إشارة خطيرة لحدوث حالة قتل مرتبط بالحمل.
يعد قتل المرأة الحامل فئة من حالات القتل التي بدأت دراستها منذ فترة قريبة نسبيًا. ولا يتوفر سوى عدد محدود من الإحصائيات حول هذا الأمر حيث لم يوضع بعد نظام موثوق لتتبع مثل هذه الحالات. فمن الصعب تحديد ما إذا كان الحمل عاملاً مسببًا للوفاة أم لا.

## الإحصائيات
إن ثالث الأسباب الرئيسية لوفاة المرأة الحامل هو القتل. وتدعي قناة إيه بي سي نيوز أن ما يقرب من 20 في المائة من السيدات اللواتي توافيهن المنية أثناء الحمل تكن ضحايا للقتل. ولكن وفقًا لمراكز مكافحة الأمراض واتقائها (CDC) «تبلغ نسبة القتل المرتبط بالحمل 1.7 لكل 100 ألف مولود حي». أي أن فرص قتل المرأة الحامل تبلغ تقريبًا 0.0017%. ولكن بينت دراسة قامت بها شينج وآخرون نٌشرت في «الجريدة الأمريكية للصحة العامة» (American Journal of Public) أن حالات الوفاة المرتبطة بالحمل التي ذكرتها مراكز مكافحة الأمراض واتقائها تعد تقديرًا أقل من الواقع للمشكلة. فوفقًا لبياناتها، تبلغ النسبة في ماريلاند 10.5 لكل 100 ألف مولود حي، وهو رقم أكبر كثيرًا.
نشرت إيزابيل هورون وديانا شينج دراسة ماريلاند عام 2001 في جريدة رابطة الصحة الأمريكية "Journal of the American Medical Association" ووجدت تلك الدراسة أنه «تزيد احتمالية أن تصبح المرأة الحامل أو التي أصبحت حاملاً مؤخرًا ضحية للقتل أكثر من أن تموت لأي سبب آخر»:
[إن] حالات القتل تمتد عبر المجموعات العرقية والعنصرية. وفي الحالات التي توفرت معلومات عنها، لاقت 67 في المائة من النساء حتفها ضربًا بسلاح ناري. بينما تم ذبح العديد من النساء في المنزل، في غرف النوم أو غرف المعيشة أو المطابخ، على يد رجال يعرفونهم؛ الزوج أو الصديق أو الحبيب.
لكن فكرة أن السبب الرئيسي لوفاة الأم قبل الولادة تفتقر إلى بيانات موثوقة تمامًا. فالقتل هو السبب الرئيسي الثاني لوفاة النساء اللواتي تتراوح أعمارهن بين 20 عامًا و24 عامًا، وهو السبب الرئيسي الخامس لوفاة النساء اللواتي تتراوح أعمارهن بين 25 عامًا و34 عامًا في عام 1999. لكن السبب الأعلى للوفاة في كلتا المجموعتين العمريتين هو الحوادث.
في عام 2003، قامت ولاية كاليفورنيا بتغيير وثيقة شهادة الوفاة لتضم ضحية أنثى حالة ولادة.

## القوانين والسياسات
إن قانون الأجنة ضحايا أعمال العنف، الذي تم تمريره عام 2004، يُعرف الجنين بأنه «طفل في الرحم» وبأنه فرد باعتباره ضحية جريمة قانونية «إذا حدثت إصابة قاتلة أو وفاة أثناء ارتكاب جريمة عنيفة حسب التعريف الفيدرالي.» ويوجد في 36 ولاية في الولايات المتحدة قوانين تنطوي على عقوبات أكثر صراحة إذا قُتلت الضحية أثناء كونها حاملاً. وتُعرف بعض هذه القوانين الجنين باعتباره فردًا «بهدف المحاكمة الجنائية للمتهم» (المؤتمر الوطني للمجالس التشريعية للولايات، عام 2008). لاسي بيترسون قُتلت عام 2002 وتعد قضيتها من أبرز حالات القتل.
يُنظر حاليًا في مجلس شيوخ ولاية كارولاينا الشمالية، مشروع قانون يسمى «مشروع قانون مجلس الشيوخ رقم 353 الأجنة ضحايا أعمال العنف» ليتم إقراره مما قد ينشئ جريمة جنائية منفصلة لمقتل الجنين عند قتل الأم. ولكن لم يؤيد «تحالف كارولاينا الشمالية ضد العنف المنزلي» هذا القانون نظرًا لعدة أسباب من بينها الإخفاق في اعتبار العنف ضد الأم باعتباره سببًا لوفاة الجنين. ولكن التحالف يدعم موقف الشبكة الوطنية للقضاء على العنف المنزلي بشأن الأجنة ضحايا أعمال العنف.

## التدخل
رغم أنه يستحيل تقريبًا تحديد نقطة التدخل الحاسمة لمنع حوادث القتل المرتبطة بالحمل، فهناك بعض الفرص الممكنة التي يمكن تمييزها. ويعتبر المجتمع الطبي أحد تلك النقاط. فقد تشعر المرأة بالأمان عند الحديث إلى مقدمي الرعاية الصحية حول إساءة المعالجة، لا سيما بعد أن تكتشف أنها حامل. وتقضي سياسات بعض العيادات الطبية والمستشفيات أن يفحص الأطباء المريض بمفرده دون السماح للزوج بمرافقته. وفي عام 2001 كتبت فيكتوريا فراي مقالة افتتاحية في «جريدة رابطة الصحة الأمريكية» قالت فيها «إن القتل على يد الأزواج قد يمثل نقطة محورية للجهود الفعالة للحد من حالات الوفاة المرتبطة بالحمل، ذلك أن كثيرًا من تلك النساء تتعامل بصورة مباشرة مع نظام الرعاية الصحية قبل وفاتهن.» حددت مراجعات سياسات «قتل الأزواج» والأبحاث عدة احتياجات: تدريبات على نطاق نظام الرعاية الصحية بالكامل حول علامات العنف المنزلي وقيام مقدمي الرعاية الصحية بإجراء فحوص على نطاق النظام بالكامل للكشف عن حالات العنف المنزلي بالإضافة إلى معرفة المكان الذي ستتم إحالة المرأة إليه عند الحاجة إلى خدمات عند الكشف عن حالة إساءة معاملة.

## الأهداف
لا تتوفر حتى يومنا هذا إحصاءات حول كون الحمل عاملاً مُحفزًا لقتل إمراة حامل. فدوافع القتل قد تختلف، فقد يتزامن كون المرأة حاملاً مع وقت الوفاة.
توفيت بوبي جو ستينيت عام 2004 بعد أن قامت ليزا إم مونتجمري باستئصال ابنة ستينيت الجنين من رحمها في محاولة لادعاء إن هذه الطفلة ابنتها. فقد تقابلت المرأتان في غرفة دردشة لـ تربية الكلاب وأخبرت مونتجمري ستينيت أنها أيضًا حامل. ثم قدمت مونتجمري نفسها لاحقًا باعتبارها قد تشتري أحد كلاب ستينيت وخططت لمقابلتها. وفي هذه المقابلة قُتلت ستينيت. ثم أخذت مونتجمري الطفلة إلى المستشفى المحلي مدعية أنها قد وضعتها للتو بنفسها. وفي شهر يوليو من عام 2008 تم العثور على أراسيلي كاماشو جوميز ويداها وأرجلها مربوطة بحبل ولديها جرح هائل في البطن. ثم ألقت الشرطة القبض على فينجشاي سيسوفان سينهافونج لصلتها بالقضية واتهمتها بجريمة قتل من الدرجة الأولى. ووجدوا في حقيبتها بين أغراضها حبلاً وسكين تشريح دقيقة وأغراض أطفال. وفي شهر يوليو من عام 2009 تم العثور على دارلين هاينز متوفاة في شقتها، وبطنها مفتوحة بطريقة مشابهة لعملية إخراج جنين.
من بين القضايا البارزة مقتل شارون تايت، من ضحايا عمليات قتل عائلة مانسن وحادثة جيسي دافيس، ولاتويايا فيجيوروا وبليندا تمبل وتشريكا آدامس ولاسي بيترسون.